# Агеев, Евгений Петрович
Евгений Петрович Агеев (25 апреля 1935, Ростов-на-Дону, СССР — 5 июля 2025) — советский и российский физикохимик, заслуженный профессор Московского университета (21 декабря 1998), лауреат Ломоносовской премии Московского университета в области образования (20 декабря 2004). Преподаватель разных курсов в МГУ.
Автор 235 статей, 17 книг, 11 патентов и 3 переводов книг.

## Биография
Е. П. Агеев родился 25 апреля 1935 года в городе Ростов-на-Дону. Окончил школу с отличием в 1952 году, а после поступил на химический факультет МГУ. Окончил его в 1957 году также с отличием и был принят на работу в лабораторию стабильных изотопов химического факультета МГУ в должности старшего лаборанта. Далее работал в той же лаборатории в должностях старшего лаборанта (1957—1958), младшего научного сотрудника (1958—1964), старшего инженера (1964—1966), младшего научного сотрудника (1966—1970) и далее — в должностях ассистента кафедры физической химии (1970—1973), старшего преподавателя (1973—1977), доцента (1977—1990). С 1990 года — профессор кафедры физической химии. С 1984 по 2010 год — заместитель заведующего кафедрой физической химии по учебной работе. Член Научных Советов РАН по термодинамике (сопредседатель секции «Неравновесная термодинамика») и коллоидной химии. В течение многих лет был членом диссертационных советов при МГУ (специальности — физическая химия и электрохимия) и при ГНЦ НИФХИ им. Л. Я. Карпова (специальность — мембраны и мембранные технологии).
В 1965 году защитил кандидатскую диссертацию на тему «Совмещение процессов термодиффузии и испарения для разделения изотопов и получения чистых веществ» (научный руководитель — проф. Г. М. Панченков), а в 1989 году — докторскую диссертацию (с грифом ДСП) на тему «Перенос веществ через структурно-неустойчивые полимерные мембраны».
Скончался 5 июля 2025 года в возрасте 90 лет
.

## Научные исследования
Дипломная работа Е. П. Агеева была посвящена разделению изотопов лития методом электромиграции расплавов и не подлежала публикации в открытой печати.
В 1957 году Госкомитет по атомной энергии поручил лаборатории стабильных изотопов МГУ получить тяжёлый изотоп кислорода 18О с концентрацией не менее 60 % (природное содержание 0,2 %). В качестве метода разделения была выбрана газовая термодиффузия, а исполнителями назначены только что зачисленные на работу старший лаборант Е. П. Агеев и лаборант Г. Н. Васендо, а также студент-дипломник Б. И. Смирнов и стеклодув М. С. Антипов. Руководителем работы, также как и всех проектов лаборатории в то время, был профессор Г. М. Панченков. Важным этапом работы был выбор материала металлической нити, устойчивого длительное время в атмосфере кислорода при 900оС и катализирующего реакцию изотопного обмена 216О18О ⇄ 16О2 + 18О2.
В результате впервые в СССР было получено 2,5 л кислорода в пересчёте на нормальные условия с содержанием изотопа 18О от 85 до 95 масс.%. Концентрат 18О был передан во Всесоюзную контору «Изотоп» (позднее в 1961 году реорганизована во Всесоюзное объединение «Изотоп»), а также в лабораторию молекулярной спектроскопии А. А. Мальцеву для исследований, проводимых на кафедре физической химии.
Последовательное применение ректификации и термодиффузии дало положительный результат при концентрировании тяжёлого изотопа кислорода, поэтому возникла идея изучить основы процесса, в котором два этих метода будут действовать одновременно. Такой процесс реализуется в гетерогенной системе жидкость − пар при наличии градиента температур в каждой фазе. Проведенная серия работ со смесями органических веществ показала, что коэффициент разделения в таком комбинированном процессе равен произведению коэффициентов разделения в каждом процессе в отдельности. Были получены фазовые диаграммы зеотропных и азеотропных смесей в неравновесных системах. Было обнаружено, что зеотропные системы, у которых составы фаз различны, в неравновесных условиях могут образовывать азеотропы, а в равновесных азеотропных системах в зависимости от скорости испарения наблюдается сдвиг азеотропной точки. Это позволило предложить принципиальную схему разделения азеотропных смесей с получением двух чистых компонентов методом неравновесного испарения и конденсации при соответствующей схеме изменения температуры.
Большим стимулом дальнейшего развития работ группы Е. П. Агеева было подключение её к выполнению межкафедральной комплексной тематики по договору № 35 с НПО «Энергия». Была поставлена задача химического анализа и препаративной глубокой очистки целевых продуктов, синтезируемых на кафедрах органического цикла химфака МГУ. Специфика состояла в малом количестве вещества (~1-3 мл), достаточного только для определения основных термохимических характеристик. Для анализа использовали аналитическую хроматографию, а для препаративной очистки − препаративную хроматографию и жидкостную термодиффузию. На опытном заводе Института тепло- и массообмена (ИТМО) АН БССР была изготовлена термодиффузионная установка для разделения жидких смесей с рабочим зазором между горячим и холодным цилиндрами 0,235 мм, что позволило получить высоту заполнения колонн исследуемой жидкостью в несколько десятков сантиметров. Установку использовали не только в прикладных, но и в исследовательских целях. Направление работ группы, связанное только с газохроматографическим анализом и препаративной хроматографией, вели сотрудники Т. А. Котельникова и В. О. Белькова. Ежегодно они проводили около 300 анализов и несколько препаративных очисток. На термодиффузионной установке работали А. К. Федоров и Ю. В. Кабанков.
В 1970-х годах, развивая работы по неравновесному испарению растворов со свободной поверхности, Е. П. Агеев с сотрудниками Е. В. Макеевой, Н. Н. Матушкиной, Н. Л. Струсовской и аспиранткой Г. Ф. Васыговой начали изучение более сложного процесса первапорации, то есть испарения жидкостей через полимерные мембраны. Были изучены гидрофобные мембраны из полиэтилентерефталата (ПЭТФ, лавсан), поливинилтриметилсилана (ПВТМС), гидрофильные мембраны на основе алифатических и ароматических полиамидов и на основе природного полимера — хитозана и его полиэлектролитных комплексов. Это позволило развить новое научное направление — селективный массоперенос через полимерные мембраны, осложненный их структурными превращениями.
Полученные результаты представляют интерес для понимания принципов функционирования лиофильных разделительных мембран, процессов предбиологической эволюции, создания моделей экосистем.
В 1970-х годах группа Е. П. Агеева подключилась также к выполнению межкафедрального договора № 100 по теме «Изготовление и исследование материалов для реверсивной записи оптической информации». В результате чего был разработан способ получения микропористого полимерного фильтра, на котором в дифференциальном режиме газопроницания был получен поток гелия, в 105 раз превышающий поток азота. Был разработан способ введения твердых низкомолекулярных соединений (производных стильбенов и азометина) в образующиеся дефекты полимера с сохранением их подвижности и фотохромных свойств. Определены условия введения в матрицу алифатического полиамида ПКА-4 производного формазана с сохранением его термохромных свойств.
В процессе изучения испарения бинарных растворов низкомолекулярных ПАВ через асимметричные мембраны из ПВТМС был обнаружен новый эффект — автоколебания проницаемости и селективности (с периодической инверсией селективности в некоторых системах). Был раскрыт механизм автоколебаний, состоящий в обратимом проявлении эффекта П. А. Ребиндера − периодическом возникновении и коллапсе микропор в активном слое ПВТМС. Разработано математическое описание переноса вещества через структурно-неустойчивые полимерные мембраны. На этом этапе в работе участвовали А. В. Вершубский и М. А. Голуб, а также аспирант В. С. Смирнов.

## Педагогическая деятельность
В разные периоды времени Е. П. Агеев читал лекции по физической химии для студентов геологического и биологического факультета МГУ, лекции по неравновесной термодинамике на ФПК, специальный курс по методам разделения изотопов для студентов химического факультета МГУ. С 2009 по 2011 год читал общий курс физической химии для студентов, специализирующихся в области высокомолекулярных соединений.
Подготовил 5 кандидатов наук с 1971 по 1988 год.

## Основные труды
• Агеев Е. П. Термодиффузия и перспективы её применения // Химия нашими глазами. — Москва: Наука, 1981. — С. 272—289.
• Агеев Е. П., Вершубский А. В. Диффузия через многослойный пакет полимерных мембран, способных к обратимым структурным перестройкам. // Журнал физической химии. 1995. Т.69. № 6. С.1106-1112.
• Агеев Е. П., Котельникова Т. А. Выбор сорбата при изучении полимерных материалов методом обращенной газовой хроматографии. // Журнал физической химии. 1995. Т.69. № 11. С.2041-2044.
• Агеев Е. П. Автоколебательный массоперенос через полимерные мембраны. // Российский химический журнал. 1996. Т.40. № 2. С. 67-82.
• Агеев Е. П., Струсовская Н. Л. Введение фотохромных соединений в полимерную матрицу. // Журнал физической химии. 1997. Т.71. № 6. С.1699-1704.
• Агеев Е. П., Голуб М. А., Матушкина Н. Н. Диффузионная модель набухания структурно лабильных полимерных мембран. // Коллоидный журнал. 1999. Т.61. № 5. С.598-604.
• О механизме первапорации / Е. П. Агеев, Н. Н. Матушкина, Т. А. Котельникова, Г. А. Вихорева // Материалы Всероссийской научной конференции Мембраны-2004. Москва, 2-8 октября, 2004 г. — Москва, 2004. — С. 46-48.
• Агеев Е. П., Струсовская Н. Л., Матушкина Н. Н. Сорбция растворов, осложненная кристаллизацией полимерного сорбента // Мембраны и мембранные технологии. — 2013. — Т. 3, № 2. — С. 147—150.
• Агеев Е. П., Струсовская Н. Л., Матушкина Н. Н. Эффект самоочищения пленок изотактического полипропилена от неизвестных импрегнированных примесей // Коллоидный журнал. — 2019. — Т. 81, № 2. — С. 139—145.
• Агеев Е. П. и др. Способ получения полиэтилентерефталатной мембраны. Патент № 2054960, 1996.
• Агеев Е. П. и др. Способ изготовления полимерной мембраны из полиэфира. Патент № 268622, 1988.
• Агеев Е. П. и др. Способ разделения газовых смесей с помощью полупроницаемых мембран. Патент № 1319366, 1987.
• Агеев Е. П. и др. Способ выделения хлороформа из смеси с четырёххлористым углеродом. Патент № 925927, 1982.
• Агеев Е. П., Струсовская Н. Л. Способ очистки ацетона от воды. Патент № 866959, 1981.
• Агеев Е. П., Струсовская Н. Л., Цимова Г. Ф. Способ получения микропористого полимерного фильтра. Патент № 715591, 1980.
• Агеев Е. П. и др. Способ получения полимерных фотохромных материалов. Патент № 669906, 1979.
• Агеев Е. П. и др. Пластическая смазка для вакуумных приборов и соединений. Патент № 300504, 1969.
• Под редакцией Мельникова М. Я., Агеева Е. П., Лунина В. В. Практикум по физической химии. Физические методы исследования. —Москва: Издательский центр Академия , 2014. — 528 с.
• Агеев Е. П., немецкого п. с. Мюнстер А. Химическая термодинамика. —Москва: УРСС, 2002. — 296 с.

## Почести и награды
Е. П. Агееву присуждена премия по программе развития МГУ за достижения в преподавании и методической работе в 2016 году. В течение 6 лет получал Государственную научную стипендию Президента РФ.